# Campionats del món de ciclisme de muntanya – Four Cross femení
El Campionat del món de Four Cross femení és una de les curses ciclistes que formen part dels Campionats del món de ciclisme de muntanya. La cursa està organitzada per la Unió Ciclista Internacional i es disputa anualment en un país diferent. La guanyadora de la prova obté el mallot irisat.
Del 2000 al 2001 es va disputar la modalitat de "Dual Slalom" consistent en el descens de 2 ciclistes e paral·lel. A partir del 2002 es va substituir per la de "Four Cross" amb la participació de quatre competidores en cada cursa.
Entre 2013 i 2015 els campionats es van disputar separadament dels de ciclisme de muntanya.

## Palmarès Dual Slalom
| Any                | Or                     | Plata          | Bronze          |
| 2000 Sierra Nevada | Anne-Caroline Chausson | Tara Llanes    | Sabrina Jonnier |
| 2001 Vail          | Anne-Caroline Chausson | Katrina Miller | Tara Llanes     |

## Palmarès Four Cross
| Any                   | Or                     | Plata             | Bronze            |
| 2002 Kaprun           | Anne-Caroline Chausson | Katrina Miller    | Sabrina Jonnier   |
| 2003 Lugano           | Anne-Caroline Chausson | Sabrina Jonnier   | Jill Kintner      |
| 2004 Les Gets         | Jana Horakova          | Jill Kintner      | Tara Llanes       |
| 2005 Livigno          | Jill Kintner           | Katrina Miller    | Tara Llanes       |
| 2006 Rotorua          | Jill Kintner           | Anneke Beerten    | Anita Molcik      |
| 2007 Fort William     | Jill Kintner           | Anneke Beerten    | Melissa Buhl      |
| 2008 Val Di Sole      | Melissa Buhl           | Jana Horakova     | Romana Labounková |
| 2009 Canberra         | Caroline Buchanan      | Jill Kintner      | Melissa Buhl      |
| 2010 Mont-Sainte-Anne | Caroline Buchanan      | Jana Horakova     | Romana Labounková |
| 2011 Champéry         | Anneke Beerten         | Fionn Griffiths   | Céline Gros       |
| 2012 Leogang          | Anneke Beerten         | Romana Labounková | Céline Gros       |
| 2013 Leogang          | Caroline Buchanan      | Katy Curd         | Céline Gros       |
| 2014 Leogang          | Katy Curd              | Anneke Beerten    | Steffi Marth      |
| 2015 Val di Sole      | Anneke Beerten         | Lucia Oetjen      | Steffi Marth      |
| 2016 Val di Sole      | Caroline Buchanan      | Franziska Meyer   | Anneke Beerten    |
| 2017 Val di Sole      | Caroline Buchanan      | Romana Labounková | Helene Fruhwirth  |